# Taraxacum stenoglossum
Taraxacum stenoglossum — вид рослин з родини айстрових (Asteraceae), поширений у Європі, Казахстані, Сибіру, західних Гімалаїв.

## Поширення
Поширений у Європі, Казахстані, Сибіру, західних Гімалаїв.